# Tima Fainga'anuku
Pour les articles homonymes, voir Fainga'anuku.
Pas d'image ? Cliquez ici

a Compétitions nationales et continentales officielles uniquement.

b Matchs officiels uniquement.
Dernière mise à jour le 20 mars 2023.
Tima Fainga'anuku, né le 26 avril 1997 à Nuku'alofa (Tonga), est un joueur de rugby à XV international tongien jouant au poste d'ailier. Il évolue avec la franchise des Moana Pasifika en Super Rugby depuis 2022, et avec la province de Manawatu en NPC depuis 2021.

## Biographie
Tima Fainga'anuku est le fils de Malakai Fainga'anuku, ancien international tongien au poste de pilier, ayant participé à la Coupe du monde 1999,. Il est également le frère aîné de Leicester Fainga'anuku, lui aussi joueur professionnel de rugby à XV, et international néo-zélandais.
Natif de Nuku'alofa aux Tonga, il émigre avec sa famille en Nouvelle-Zélande alors qu'il est un nourrisson. Il grandit dans un premier temps dans la banlieue sud d'Auckland, avant de s'installer à Nelson.

## Carrière

### En club
Tima Fainga'anuku commence d'abord par pratiquer le rugby à XIII lorsqu'il habite dans la banlieue d'Auckland, avant de passer à XV lorsque sa famille déménage à Nelson. Scolarisé au Nelson College (en), il joue avec l'équipe première de son établissement dans le championnat local scolaire.
Immédiatement après le lycée, il est retenu dans l'effectif de la province de Tasman pour disputer la saison 2016 de National Provincial Championship (NPC). Il joue sa première rencontre professionnelle le 21 août 2016 face à Waikato,. Il joue huit rencontres lors de sa première saison, toutes comme titulaire, et marque deux essais.
Après deux saisons à joueur au niveau provincial, il est appelé au cours de la saison 2018 de Super Rugby par la franchise des Crusaders. Il joue son premier et unique match avec cette équipe le 2 juin 2018 contre les Chiefs,.
Non-conservé pour la saison suivante, et sans opportunité en Super Rugby, il décide en novembre 2018 de rejoindre la France, et le club de l'USA Perpignan, récemment promu en Top 14,. Dans une saison compliquée pour le club catalan, Fainga'anuku s'impose comme un titulaire à l'aile,. Au terme de la saison, malgré des offres de Perpignan et d'autres clubs français, il décide de rentrer en Nouvelle-Zélande,.
Il fait son retour avec son ancienne équipe de Tasman pour le NPC 2019. Il remporte alors son premier titre, malgré le fait qu'il ne participe pas aux phases finales, au sein d'un effectif hautement concurrentiel avec la présence de son frère Leicester et de Will Jordan à son poste,.
Peu après la saison de NPC, il est recruté par la franchise des Highlanders pour la saison 2020 de Super Rugby, en remplacement de Connor Garden-Bachop (en) blessé pour une longue durée. Il joue deux rencontres lors de la saison, dont une titularisation. Il n'est pas conservé au terme de la saison.
En 2021, il quitte Tasman après cinq saisons, et signe un contrat de deux ans avec Manawatu dans le même championnat,.
Fainga'anuku est recruté par la nouvelle franchise des Moana Pasifika pour la saison 2022 de Super Rugby. Avec cette équipe, il dispute sa première saison accomplie de Super Rugby, jouant neuf matchs et inscrivant trois essais.

### En équipe nationale
Tima Fainga'anuku est sélectionné avec l'équipe de Nouvelle-Zélande des moins de 20 ans pour disputer le Championnat du monde junior 2017 en Géorgie. Il dispute cinq matchs lors de la compétition, et participe à la large victoire de son équipe en finale face à l'Angleterre.
En avril 2018, il participe au tournoi de Hong Kong avec la sélection néo-zélandaise à sept, dans le cadre des World Rugby Sevens Series. Il joue un seul match lors du tournoi.
En juin 2021, afin de changer de nation rugbystique, et pour représenter les Tonga au niveau international, il décide de jouer avec l'équipe des Tonga de rugby à sept lors du tournoi de qualification olympique de Monaco. Toutefois, il ne peut finalement pas participer à cause d'un problème de visa, dans un contexte de pandémie de Covid-19.
Finalement, grâce au nouveau règlement de World Rugby qui autorise à jouer pour deux sélections différentes sous certaines conditions, il est autorisé à représenter son pays de naissance en juin 2022, sans avoir à passer par le sept. Il est sélectionné pour la première fois avec l'équipe des Tonga en juin 2022 afin de disputer la Coupe des nations du Pacifique. Il obtient sa première sélection contre les Fidji le 2 juillet 2022 à Suva. Il joue trois matchs lors de la compétition, avant de disputer (et remporter) le match de barrage qualificatif pour la Coupe du monde 2023 face à Hong Kong,.

## Palmarès

### En club
- Vainqueur du National Provincial Championship en 2019 et 2020 avec Tasman.
- Finaliste du National Provincial Championship en 2016 et 2017 avec Tasman.

- Vainqueur du Super Rugby en 2018 avec les Crusaders

### En équipe nationale
- Vainqueur du championnat du monde junior en 2017.

## Statistiques en équipe nationale
- 6 sélections avec les Tonga depuis 2022[2].
- 5 points marqués (1 essai).